# Линёво Озеро
Линёво Озеро — село в Хилокском районе Забайкальского края России, центр сельского поселения «Линёво-Озёрское».

## География
Село расположено в центральной части Хилокского района, на реке Блудная, в 16 км от города Хилок, к югу от линии Забайкальской железной дороги.

## История
До конца XIX века недалеко от нынешнего Линёво-Озера располагался бурятский улус. В 1927 году, в связи с расширением лесозаготовок и образованием Линевоозерского лесопункта, здесь возникло село. В декабре 1929 г. в Линёво Озеро для работ на лесозаготовках была направлена часть военнопленных китайских солдат, попавших в советский плен в ходе боев у ст. Маньчжурия и Чжалайнор 17-20 ноября 1929 г. В январе 1930 г., после подписания Хабаровского протокола и соглашения об обмене пленными и интернированными, большая часть военнопленных была возвращена в Китай.

## Население
Численность населения в 2002 году составляла 2655 чел., в 2011 — 2704. В селе имеются средняя школа, детский сад,  Дом культуры, сельский филиал Хилокской центральной библиотечной сети № 13, а также сельская участковая больница.
| 2010 | 2021  |
| ---- | ----- |
| 2367 | ↘1985 |